# حسني سبح
حسني بن يحيى سَبح (1317 - 1407 هـ / 1900 - 1986 م) هو طبيب ولغوي سوري، ومعرّب للعلوم الطبية، ولد في دمشق.
وكان أحد توأمين لوالده الذي كان يعمل في الجيش العثماني.

## علومه
تلقى علومه الأولية في مدارس دمشق التي كان التعليم فيها باللغة التركية، عدا بعض دروس خصصت للعربية وللغةٍ الأجنبية. ولكن الله حباه في أثناء دراسته معلماً، هو الأمير عارف الشهابي، الذي نذر نفسه لتعليم العربية تطوعاً، فحببه بها ومهد له طريق التعمق فيها.
تقدم حسني سبح في سنة 1913 لمسابقة دخول «المكتب الطبي العثماني» الذي لم يكن يحدد عمراً لقبول الطلاب فيه، وكان هذا المكتب قد أنشئ في دمشق عام 1903، ومدة الدراسة فيه ست سنوات. وحينما أعلنت الحرب العالمية الأولى سنة 1914 انتقل التدريس من هذا المكتب إلى بيروت، ليشغل أمكنة «المعهد الطبي الفرنسي» ومخابره في الجامعة اليسوعية، وانتقل حسني سبح معه. ولما حطت الحرب أوزارها دعي الطلاب إلى متابعة تعليمهم في دمشق باللغة العربية، بعد أن قررت الحكومة العربية الفيصلية إعادة التدريس بالمكتب العثماني وأطلقت عليه يومئذٍ اسم «المكتب الطبي العربي». تخرج الفوج الأول من هذه المدرسة ـ التي هي كلية طب جامعة دمشق اليوم ـ سنة 1919، وكان عدد الخريجين ثمانية وأربعين طبيباً أحدهم حسني سبح، وعين بعد تخرجه مساعداً فيها.
عمل منذ أواخر عام 1922 مساعد مخبر في «المعهد الطبي العربي» وهو الاسم الجديد الذي أطلق على المكتب الطبي العربي. وفي سنة 1924 سافر إلى فرنسا وسويسرا للتخصص والمتابعة، فاغتنم فرصة وجوده في أوروبا لتقديم الفحص الإجمالي في لوزان (سويسرا) للحصول على شهادة دكتوراه في الطب عام 1925. وكان موضوع الرسالة (الأطروحة) التي قدمها: «نمو الغشاء المشيمي في الإنسان».

## عمله
بعد عودته إلى دمشق عُيّن رئيساً للمخبر في المعهد الطبي، وترقّى في سلم الهيئة التدريسية حتى سمي عام 1932 أستاذاً للأمراض الباطنة، وعام 1938 عُيّن رئيساً للمعهد الطبي العربي، ثم رئيساً للجامعة السورية (جامعة دمشق اليوم) عام 1943، وظل يشغل المنصبين معاً حتى سنة 1946، ثم انفرد برئاسة الجامعة وحدها مدة سنتين بعد ذلك.
استمر حسني سبح في عمله التدريسي قرابة أربعين عاماً حرص فيها على تعليم طلابه أحدث المستجدّات الطبية، وحثهم على اتباع الأسلوب العلمي في فحص المريض والتزام الدقة في التشخيص، ومع أن معظم دروسه السريرية كانت في الأمراض العصبية إلا أنها كانت في الواقع دروساً جامعةً شاملةً للعلوم الطبية.
ترأس مجمع اللغة العربية بدمشق. أتقن اللغات التركية والفرنسية والألمانية والإنكليزية إلى جانب العربية.
كان الرئيس الرابع لمجمع اللغة العربية بدمشق أو «المجمع العلمي العربي» -كما كان يسمى- منذ عام 1968 بعد محمد كرد علي (19-1953)، وخليل مردم بك (53-1959)، والأمير مصطفى الشهابي (59-1968)، وبقي حتى وفاته في (31-12-1986)، وخلفه نائبه في رئاسة المجمع الدكتور شاكر الفحام (86-2008).

## مؤلفاته
أصدر عام 1933 أول مؤلفاته لطالبات معهدي القبالة والتمريض وهو «موجز مبادئ علم الأمراض» وعدله في طبعة ثانية ليصبح ملائماً لطلاب طب الأسنان. وعام 1934 أصدر كتاب «مبحث الأعراض والتشخيص» لطلاب الطب البشري. وعام 1935 باشر بإصدار مجموعته الكبيرة المسماة «علم الأمراض الباطنة» التي تألفت من سبعة أجزاءٍ ضخمةٍ اختص كل واحدٍ منها بشعبةٍ من شعب الطب الباطني؛ وقضى في تأليفها نحو اثنين وعشرين عاماً، بدأها بأمراض «الجملة العصبية» وأنهاها بأمراض «الغدد الصم والتغذية والتسممات» عام 1956. وفي هذه الحقبة أصدر عام 1939 كتاب «فلسفة الطب أو علم الأمراض العام».
ولم يقتصر نشاطه العلمي على تأليف الكتب، بل نشر عدداً كبيراً من المقالات الطبية وغير الطبية في «مجلة المعهد الطبي العربي» و«مجلة مجمع اللغة العربية» و«المجلة الطبية العربية»؛ كما أسهم في إلقاء بحوثٍ علميةٍ في العديد من المؤتمرات الطبية والتعليمية التي شارك فيها.

## وصلات خارجية
- حسني سبح على موقع أرشيف الشارخ.